# Dong Yi (phim truyền hình)

## Nội dung tóm tắt
Bộ phim lấy bối cảnh vào thời gian trị vì của Triều Tiên Túc Tông nhà Triều Tiên, dựa trên cuộc đời của Hòa Kính Thục phi Thôi thị, một Nội mệnh phụ của Triều Tiên Túc Tông. Trong phim, Thục phi được hư cấu tên gọi Đồng Y (同伊; 동이), là một nữ tỳ làm việc trong Thưởng nhạc viện.
Trong khi điều tra một vụ án, Thôi Đồng Y gặp Triều Tiên Túc Tông, người ban đầu tự giới thiệu là Phán quan ở Phủ Seoul và sau đó nhà vua yêu cô. Đồng Y cũng gặp Nhân Hiển vương hậu, một vị vương hậu nhân từ, luôn ủng hộ cô và Trương Hy phi, sau này trở thành kẻ thù của Đồng Y.
Trong quá trình bảo vệ các cung nữ xuất thân là thường dân và mang lại công lý cho những người dân nghèo khổ, Đồng Y đã phải đối mặt với nhiều âm mưu hãm hại của Trương Hy tần cùng các cuộc tranh giành, trả thù chốn hậu cung. Đông Y đã nhận được sự giúp đỡ của nhiều người, dần bước lên tước vị Thục phi (淑嬪) mặc dù cô xuất thân là thường dân.
Đồng Y cuối cùng sinh hạ cho Triều Tiên Túc Tông một cậu con trai, sau này trở thành vị quốc chủ thứ 21 của triều đại Triều Tiên, Triều Tiên Anh Tổ.

## Diễn viên

### Nhân vật chính
- Han Hyo Joo vai Choi Suk-bi (Dong Yi) - Thục tần Thôi thị , từ một nữ điều tra thấp kém từng bước trở thành sủng phi của Túc Tông. Dong Yi thông minh, đứng về phía Vương phi In Hyun để vạch trần tội ác của Jang Hui-bi.
  - Kim Yoo Jung vai Dong Yi lúc nhỏ.
- Ji Jin Hee vai vua Sukjong of Joseon Lee Soon.
- Lee So Yeon vai Jang Hui-bi (Ok Jung) - Hy tần Trương thị, vốn là người ác độc, tìm cách hãm hại In Hyeon để giành vị trí trung điện và giành ngôi Thế tử cho con trai. Sau bị ban chết bằng thuốc độc.
- Park Ha Sun vai Hoàng hậu Inhyeon - Nhân Hiển Vương hậu, tính tình hiền lành, tuy nhiên lại qua đời sớm.
- Bae Soo Bin vai Cha Chun Soo, người anh thân thiết của Dong Yi (không có quan hệ huyết thống), sau này nhập cung làm nội cấm vệ, luôn quan tâm và bảo vệ Dong Yi.
- Jung Jin Young vai Seo Young Gi, thủ lĩnh nội cấm vệ, nhiều lần đứng về phía Dong Yi, giúp đỡ Dong Yi nhiều việc.

### Vương thất
- Lee Hyung Suk vai Diên Nhưng quân, tức Triều Tiên Anh Tổ, con trai của Sukjong và Dong Yi.
- Yoon Chan vai Thế tử, tức Triều Tiên Cảnh Tông, con trai của Sukjong và Jang Hui-bi.
- Park Jung Soo vai Minh Thánh Vương hậu, mẫu thân vua Sukjong.
- Oh Yeon Seo vai Hoàng hậu In Won - Nhân Nguyên Vương hậu, chính thất của Túc Tông sau khi hoàng hậu In Huyn qua đời.

### Triều đình đại thần
- Jung Dong Hwan vai Oh Tae Suk
- Lee Kye In vai Oh Tae Poong
- Choi Chul Ho vai Oh Yoon
- Kim Yoo Suk vai Jang Hui Jae, anh trai của Jang Hui-bi, đồng thời là tay chân đắc lực của Jang Hee-bin trong cuộc chiến tranh quyền đoạt vị chốn hậu cung.
- Son Il Kwon vai Hong Tae Yoon
- Na Sung Kyoon vai Jung In Gook
- Kim Dong Yoon vai Shim Woon Teak
- Choi Jong Hwan vai Jang Mu Yeol

### Thượng cung và Nội nhân
- Kim Hye Sun vai Jung thượng cung, tổng quản các nữ quan điều tra, đứng về phía Dong Yi.
- Kim So Yi vai Bong thượng cung, thân cận với Dong Yi.
- Ahn Yeo Jin vai Jo thượng cung.
- Im Sung Min vai Yoo thượng cung, ban đầu theo phe Jang Hui-bi nhưng sau khi được Dong Yi tha tội chết thì đứng về phe Dong Yi.
- Jung Yoo Mi vai Jung Eum, nữ quan điều tra giỏi nhất, đứng về phe Dong Yi.
- Han Da Min vai Eun Geum, nữ quan điều tra ban đầu theo phe Jang Hui-bi nhưng sau khi được Dong Yi tha tội chết thì đứng về phe trung lập.
- Oh Eun Ho vai Shi Bi, nữ quan điều tra ban đầu theo phe Jang Hui-bi nhưng sau khi được Dong Yi tha tội chết thì đứng về phe trung lập.
- Kang Yoo Mi vai Ae Jong, nữ quan điều tra, sau trở thành cung nữ thân cận của Dong Yi.
- Choi Ha Na vai Mi Ji.

### Trưởng nhạc viện
- Lee Jung Hoon vai Lee Jong Ok.
- Choi Jae Ho vai Park Do Soo.
- Yeo Ho Min vai Oh Ho Yang.
- Lee Hee Do vai Hwang Joo Shik.
- Lee Kwang Soo vai Yeong-dal, bạn bè thân thiết của Dong Yi.

### Những vai khác
- Chun Ho Jin vai Choi Hyo Won, cha của Dong Yi.
- Jung Sung Woon vai Choi Dong Joo, anh của Dong Yi.
- Jung In Ki vai Kim Hwan.
- Lee Sook vai Park phu nhân.
- Kim Hye Jin vai Seol Hee.
- Jung Sun Il vai Park Do Kyung.
- Kwon Min vai Cha Soo Teak.
- Shin Guk vai Do Seung Ji.
- Heo Yi Seul vai Young Soon.
- Maeng Sang Hoon vai Kim Goo Sun, thầy của Diên Nhưng quân.
- Lee Jae Yong vai Jang Ik Hyeon.
- Choi Il Hwa vai Seo Jung Ho.

## Âm nhạc

### Phần 1 (15.6.2010)
- Thể hiện:Jang Nara

1. 천애지아 (하늘 끝에 이르는 바람)
2. 부용화

### Phần 2 (01.9.2010)
- Thể hiện: Lim Hyung Joo

1. 애별리 (愛別離)

### Phần 3 (09.9.2010)
- Thể hiện: Jang Yun-jeong

1. 애월랑 (愛月浪)

### Nhạc nền 1 (30.9.2010)
- Thể hiện: Lim Se Hyeon

1. 단애
2. 연련 (戀戀) (Jang Na-ra - 천애지아의 Piano Version)
3. 염혜
4. 명현

## Sản xuất
Dong Yi là dự án phim kỷ niệm 49 năm ngày thành lập Đài MBC. Phim do Kim Y Anh (Kim Yi Young) viết kịch bản, Lý Bính Huân (Lee Byung Hoon) làm đạo diễn. Phim được phát sóng vào Thứ hai và Thứ ba trên Đài MBC và đạt rating 26.6% vào ngày 17 tháng 8 năm 2010. Bộ phim chính thức đưa Hàn Hiếu Châu (Han Hyo Joo) sánh ngang hàng với Lý Anh Ái (Lee Young Ae) và Hàn Chí Mẫn (Han Ji Min) và đoạt nhiều giải thưởng trong Giải phim truyền hình MBC 2010.

## Phát sóng
| Quốc gia              | Kênh truyền hình                         | Ghi chú                              |
| --------------------- | ---------------------------------------- | ------------------------------------ |
| Campuchia             | Cambodian Television Network             | Đã phát sóng                         |
| Singapore             | MediaCorp Channel U                      | Đã phát sóng                         |
| Bosnia và Herzegovina | RTRS                                     | Từ ngày 17 tháng 10 năm 2011         |
| Nhật Bản              | Japan Broadcasting Corporation (NHK/JBC) | Đang phát sóng                       |
| Philippines           | GMA Network                              | Công chiếu ngày 11 tháng 11 năm 2011 |
| Thái Lan              | BEC-TERO Channel 3                       | Đang phát sóng                       |
| Việt Nam              | VTV3                                     | Đã phát sóng                         |
| Hoa Kỳ                | Crunchyroll                              | Có sẵn trực tuyến                    |
| Hoa Kỳ Canada         | SBTN                                     | Đã phát sóng                         |